# البالان
البالان (به لاتین: Albalan) یک منطقهٔ مسکونی در جمهوری آذربایجان است که در شهرستان جلیل‌آباد واقع شده‌است.

## خصوصیات
البالان ۵۹۳ نفر جمعیت دارد.